# Степни (район)

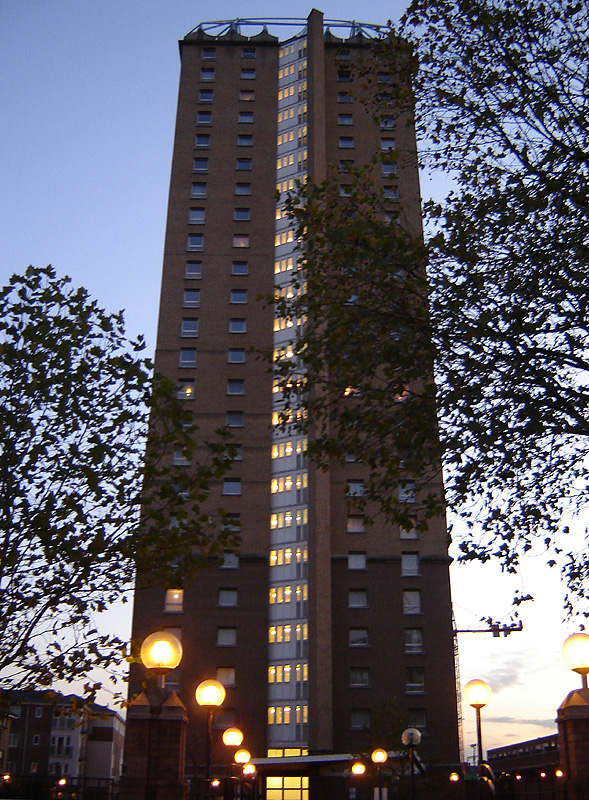
Уинтертон хаус

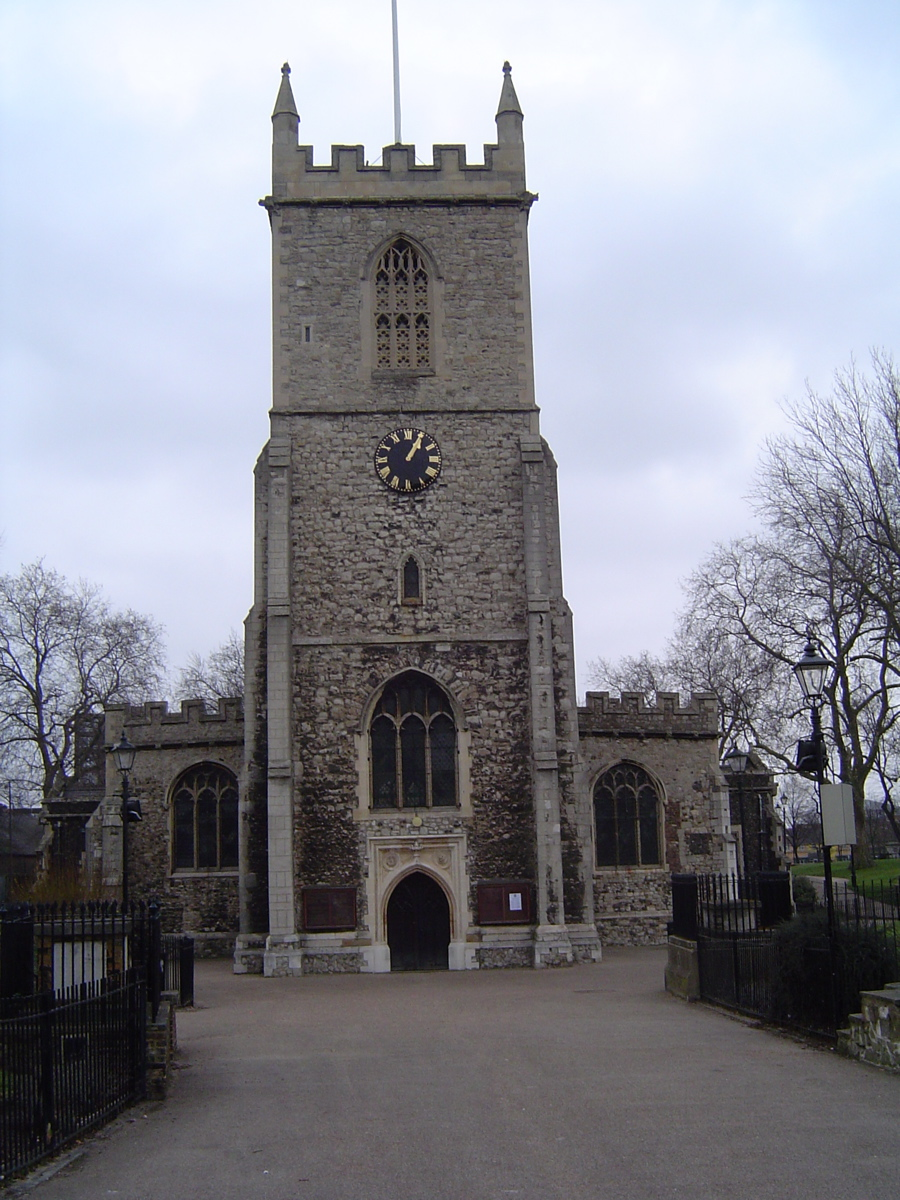
Церковь Св. Дунстона и всех святых

Сте́пни (Stepney) — рабочий район Лондона, в составе городского района (боро) Тауэр-Хэмлетс в лондонском Ист-Энде.

## История
Район, выросший из средневековой деревни вокруг Церкви всех святых, построенной в 923 году. Позднее в 1029 году, когда Дунстан (архиепископ Кентерберийский) был канонизирован, церковь стала называться Церковью св. Дунстона и всех святых.
Район был быстро застроен в XIX веке, в основном для размещения рабочих-иммигрантов и перемещенных лондонских бедняков, и приобрел репутацию бедности, перенаселенности, насилия и политического инакомыслия. Он серьезно пострадал во время Блица (бомбардировок города немецкой авиацией) с сентября 1940 года по май 1941 года — тогда было разрушено более трети его домов.  Затем, в 1960-х годах, очистка и развитие трущоб заменили большинство жилых улиц на многоэтажки и современные жилые комплексы. Некоторая  георгианская архитектура и террасное жилье викторианской эпохи сохранились на некоторых участках: например, Площадь Арбор, восточная сторона Степни Грина и улицы вокруг Мэтлок-стрит.

## Известные уроженцы и жители района Степни
- Стивен Беркофф (р. 1937) актёр, режиссёр, сценарист
- Теренс Генри Стэмп (р. 1939) киноактёр
- Джа Уоббл (р. 1958) британский бас-гитарист, певец, поэт и композитор.